# Ritta Anna de Cássia Franco
Ritta Anna de Cássia Franco Rebello (Curitiba, 1810 - Curitiba, 1883) foi uma professora brasileiro, sendo a primeira professora de escola pública da cidade de Curitiba.

## Biografia
Filha de João Gonçalves Franco (presidente da Câmara Municipal de Curitiba em 1820) e Escolástica Angélica Bernardino, casou-se com João Velloso Rebello em 15 de abril de 1838.

### Carreira
Nas primeiras décadas do século XIX, a cidade de Curitiba utilizava-se do método francês Lancaster, onde os alunos mais destacados ficavam responsáveis em retransmitir seus conhecimentos para os mais novos. Com a Lei de 15 de outubro de 1827 que organizou o ensino público primário no Império, houve a necessidade de exigir concursos públicos para o provimento de cargos nesta área de atuação e com a intervenção do Governo da Província de São Paulo (até então, Curitiba era a 5° comarca desta província), foi estabelecido exames para a escolha de professores públicos.
Em abril de 1833, a Câmara de Curitiba iniciou o processo examinatório da candidata Ritta Anna e a presença de uma mulher perante a comissão causou sensação na cidade e para tanto, nestas seções, a "casa do povo" necessitou de novas salas para abrigar os curiosos que acorreram ao exame. Na seção de 2 de outubro deste mesmo ano, a Comissão Examinadora aprovou no nome da professora para ocupar a cadeira de mestre das meninas da escola pública existente, sendo a primeira mulher a ocupar o cargo na cidade, acontecimento este, muito comemorado por seus pares e pela sociedade curitibana.
Faltando apenas a "provisão de nomeação" para ocupar o cargo, tal documento só foi assinado na seção de 11 de janeiro de 1835, e imediatamente, Ritta Anna começou a lecionar. Como os ordenados não eram atrativos, a professor trabalhou até o fim do ano letivo de 1938, alguns meses após o seu casamento. 

## Referência bibliográfica
- Dicionário histórico-biográfico do Paraná. Liv. Chain: Banestado. Curitiba: 1991